# Cataulacus theobromicola
Cataulacus theobromicola é uma espécie de formiga do gênero Cataulacus, pertencente à subfamília Myrmicinae.